# Dessau (Saxe-Anhalt)
Pour les articles homonymes, voir Dessau (homonymie).
Dessau est un quartier de la ville-arrondissement de Dessau-Roßlau, dans le Land de Saxe-Anhalt en Allemagne. L'ancienne ville autonome a fusionné avec Roßlau le 1er juillet 2007. Située au confluent du fleuve Elbe avec la Mulde, Dessau a été la capitale et ville de résidence du duché d'Anhalt puis de l'État libre d'Anhalt. 
Fondée au XIIe siècle, Dessau se développa rapidement et devint en 1474 résidence d'une ligne collatérale des princes d'Anhalt. Agrémentée de beaux jardins paysagers, la cité des princes bienfaiteurs d'Anhalt est réputée pour son riche patrimoine du Bauhaus : l'école du même nom y élut domicile au milieu des années 1920 et le bâtiment du Bauhaus a été réalisé. 
Dessau est également le berceau de l'architecture néo-classique : quelques beaux exemples témoignent encore de ce mouvement. Dessau possède un grand nombre de bâtiments élevés par le Bauhaus. Certains d'entre eux sont classés au patrimoine culturel mondial par l'Unesco sous le nom de « Bauhaus et ses sites à Weimar, Dessau et Bernau ».

## Histoire
| Appartenances historiques Principauté d'Anhalt 1212-1252 Principauté d'Anhalt-Zerbst 1252-1396 Principauté d'Anhalt-Dessau 1396-1561 Principauté d'Anhalt-Zerbst 1561-1570 Principauté d'Anhalt 1570-1603 Principauté d'Anhalt-Dessau 1603-1807 Duché d'Anhalt-Dessau 1807-1863 Duché d'Anhalt 1863–1918 République de Weimar 1918–1933 Reich allemand 1933–1945 Allemagne occupée 1945–1949 République démocratique allemande 1949–1990 Allemagne 1990–présent |

Durant la Seconde Guerre mondiale, la ville de Dessau et l'usine de construction d'avions Junkers Flugzeug- und Motorenwerke, situés à la périphérie de la ville, ont été la cible de 20 raids aériens alliés à partir de 1940. Le 7 mars 1945, le centre-ville densément peuplé de Dessau devint la principale cible d'un raid de bombardement britannique nocturne conformément à la directive de bombardement de zone (Area Bombing Directive), avec 520 bombardiers lourds Lancaster et 1 700 tonnes de bombes explosives et incendiaires. Le raid aérien tua 700 personnes et détruisit 80 % de la surface construite. Près de 97 % de tous les bâtiments de la vieille ville ont été complètement détruits ou endommagés de manière irréversible. Le paysage urbain historique avec ses églises, ses palais, ses nombreux bâtiments publics, ses bâtiments aristocratiques et civils a été presque complètement perdu. Le très haut degré de destruction ici est dû en particulier à l'utilisation combinée de bombes incendiaires et explosives, y compris de nombreuses mines aériennes.

## Personnalités
- Moses Mendelssohn, illustre philosophe des lumières né à Dessau en 1729 ;
- Adolf Bleichert, ingénieur, inventeur de téléphérique, fondateur de Adolf Bleichert & Co., né à Dessau en 1845 ;
- Gustav Adolf Schweitzer, peintre paysagiste né à Dessau en 1847 ;
- Richard Bartmuss, organiste et compositeur allemand, mort à Dessau en 1910 ;
- Kurt Weill, compositeur né à Dessau en 1900 ;
- Hermann von Strantz, général ;
- Maximilian von Weichs, maréchal de la Seconde Guerre mondiale
- Hanne-Nüte Kämmerer (1903-1981) artiste textile
- Hans Joachim Pabst von Ohain (1911-1998), ingénieur pionnier de la propulsion par réaction ;
- Thomas Kretschmann, acteur né à Dessau en 1962.